# Herb gminy Kobierzyce
Herb gminy Kobierzyce – jeden z symboli gminy Kobierzyce.

## Wygląd i symbolika
Herb przedstawia na tarczy podzielonej na trzy pola, ułożonych z lewa w skos w centralnym polu barwy złotej orła Piastów Dolnośląskich, w polu środkowym barwy zielonej literowy, majuskulny inicjał „K”, a w polu dolnym barwy czerwonej krzyż maltański barwy białej.
Orzeł - godło Dolnego Śląska - symbolizuje historyczną przynależność do Śląska, kształt inicjału „K” symbolicznie ukazuje węzeł bielański, a krzyż maltański upamiętnia pobyt joannitów w Tyńcu nad Ślęzą.